# Nigramma diffusa
Nigramma diffusa är en fjärilsart som beskrevs av Embrik Strand 1917. Nigramma diffusa ingår i släktet Nigramma och familjen nattflyn. Inga underarter finns listade i Catalogue of Life.